# Glossotrophia extenuata
Glossotrophia extenuata är en fjärilsart som beskrevs av Louis Beethoven Prout 1913. Glossotrophia extenuata ingår i släktet Glossotrophia och familjen mätare. Inga underarter finns listade i Catalogue of Life.